# Dobrá Voda (ort i Tjeckien, lat 49,36, long 15,27)
Dobrá Voda är en ort i Tjeckien.   Den ligger i regionen Vysočina, i den centrala delen av landet, 100 km sydost om huvudstaden Prag. Dobrá Voda ligger 644 meter över havet och antalet invånare är 206.
Terrängen runt Dobrá Voda är platt.Runt Dobrá Voda är det ganska glesbefolkat, med 47 invånare per kvadratkilometer. Närmaste större samhälle är Pelhřimov, 8,8 km norr om Dobrá Voda. I omgivningarna runt Dobrá Voda växer i huvudsak blandskog.